# Häggum
Häggum är en ort i Skövde kommun i Västra Götalands län, belägen sydost om Billingen och sydväst om Skultorp och Skövde.

## Fornlämningar
Från järnåldern finns gravfält, stensättningar och domarringar.

## Ortnamnet
Namnet skrevs 1320 Hegeem och kommer från kyrkbyn. Efterleden är hem, 'boplats; gård'. Förleden innehåller hägg eller möjligen hage då i betydelsen 'hägnad, stängsel'.
Förr skrevs namnet även Häggenäs socken.